# Mac OS X Snow Leopard
Mac OS X Snow Leopard (versió 10.6) és el setè llançament principal del sistema operatiu d'Apple Mac OS X per a escriptoris i servidors amb certificació Unix.
Aquesta versió de Mac OS X en comparació del seu predecessor Mac OS X v10.5 "Leopard", en lloc d'incorporar noves millores a l'usuari, està centrada a la millora del rendiment, de l'eficiència i reducció del seu memory footprint global. Aquesta també és la primera versió de Mac OS des de la introducció de System 7.1.2 que no dona suport a l'arquitectura PowerPC, ja que Apple ara s'intenta centralitzar amb la seva nova línia de productes basats amb Intel.
El 28 d'agost de 2009 va publicar-se Snow Leopard, i està disponible com a actualització per als ordinadors McIntosh basats amb Intel. Estan disponibles llicències per a un únic usuari, i també el "pack de llicències per a famílies" per a fins a 5 ordinadors, i els ordinadors Mac que es demostri la seva compra després del 8 de juny del 2009, Apple ofereix un descompte al preu a través del seu programa d'actualització. Mentre la comercialització de llicències aïllades de Snow Leopard restringeix l'actualització dels usuaris de Mac OS X v10.5 "Leopard", l'empresa sap que no existeix cap barrera tècnica que impedeixi una actualització directa des de Mac OS X v10.4 "Tiger". El camí recomanat d'Apple per a actualitzar Mac OS X "Tiger", és per mitjà del "Mac Box Set", el qual inclou Mac OS X Snow Leopard, iLife '09, i iWork '09.

## Històric de versions
| Versió | Construcció | Data                    | Nom SO      | Notes                                       | Descàrrega                           |
| ------ | ----------- | ----------------------- | ----------- | ------------------------------------------- | ------------------------------------ |
| 10.6   | 10A432      | 28 d'agost del 2009     | Darwin 10.0 | Primera comercialització oficial            | No disponible                        |
| 10.6   | 10A433      | 28 d'agost del 2009     | Darwin 10.0 | Server edition; Original retail DVD release | No disponible                        |
| 10.6.1 | 10B504      | 10 de setembre del 2009 | Darwin 10.1 | About the Mac OS X v10.6.1 Update           | Mac OS X v10.6.1 Update              |
| 10.6.2 | 10C540      | 9 de novembre del 2009  | Darwin 10.2 | About the Mac OS X v10.6.2 Update           | Mac OS X v10.6.2 Update              |
| 10.6.3 | 10D573      | 29 de març del 2010     | Darwin 10.3 | About the Mac OS X v10.6.3 Update           | Mac OS X v10.6.3 Update              |
| 10.6.3 | 10D575      | ?                       | Darwin 10.3 | Segon llançament del DVD d'instal·lació     | No disponible                        |
| 10.6.3 | 10D578      | 13 d'abril del 2010     | Darwin 10.3 | About the Mac OS X v10.6.3 Update; v1.1     | Mac OS X v10.6.3 v1.1 Update (Combo) |
| 10.6.4 | 10F569      | 15 de juny del 2010     | Darwin 10.4 | About the Mac OS X v10.6.4 Update           | Mac OS X v10.6.4 Update (Combo)      |
| 10.6.5 | 10H574      | 10 de novembre del 2010 | Darwin 10.5 | About the Mac OS X v10.6.5 Update           | Mac OS X v10.6.5 Update (Combo)      |
| 10.6.6 | 10J567      | 6 de gener del 2011     | Darwin 10.6 | About the Mac OS X v10.6.6 Update           | Mac OS X v10.6.6 Update (Combo)      |
| 10.6.7 | 10J869      | 21 de març del 2011     | Darwin 10.7 | About the Mac OS X v10.6.7 Update           | Mac OS X v10.6.7 Update (Combo)      |
| 10.6.8 | 10K540      | 23 de juny del 2011     | Darwin 10.7 | About the Mac OS X v10.6.8 Update           | Mac OS X v10.6.8 Update (Combo)      |